# Saverio Turiello
Saverio Turiello est un boxeur italien né le 5 mai 1910 à Milan, Italie et mort le 29 septembre 1988.

## Carrière
Après une tournée américaine réussie, Saverio Turiello devient champion d'Europe EBU à domicile, dans sa ville natale de Milan en décembre 1938 en dominant le jeune boxeur belge Felix Wouters âgé de 23 ans. Surnommé la « Panthère de Milan », Turiello s'incline à deux reprises contre Marcel Cerdan,,.